# Taiyuan (sockenhuvudort i Kina, Jiangxi Sheng, lat 28,01, long 117,51)
Taiyuan är en sockenhuvudort i Kina. Den ligger i provinsen Jiangxi, i den sydöstra delen av landet, omkring 180 kilometer sydost om provinshuvudstaden Nanchang. Antalet invånare är 1 971. Befolkningen består av 932 kvinnor och 1 039 män. Barn under 15 år utgör 18,0 %, vuxna 15-64 år 71 %, och äldre över 65 år 10,0 %.
Runt Taiyuan är det ganska tätbefolkat, med 60 invånare per kvadratkilometer. Närmaste större samhälle är Chenfang, 5,7 km nordost om Taiyuan. I omgivningarna runt Taiyuan växer i huvudsak blandskog.
Genomsnittlig årsnederbörd är 2 698 millimeter. Den regnigaste månaden är juni, med i genomsnitt 463 mm nederbörd, och den torraste är oktober, med 32 mm nederbörd.